# Киргизские железные дороги

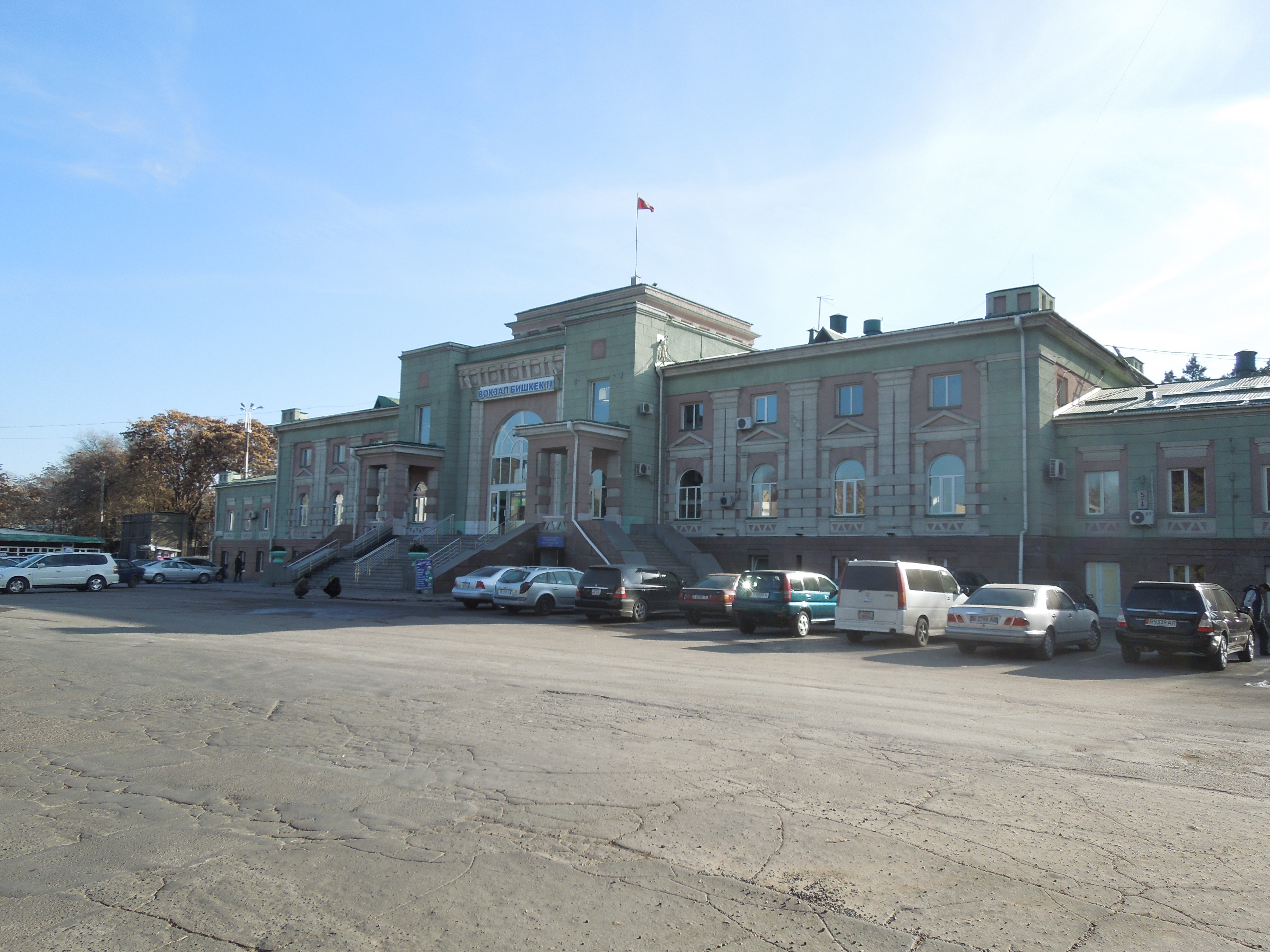
Вокзал Бишкека

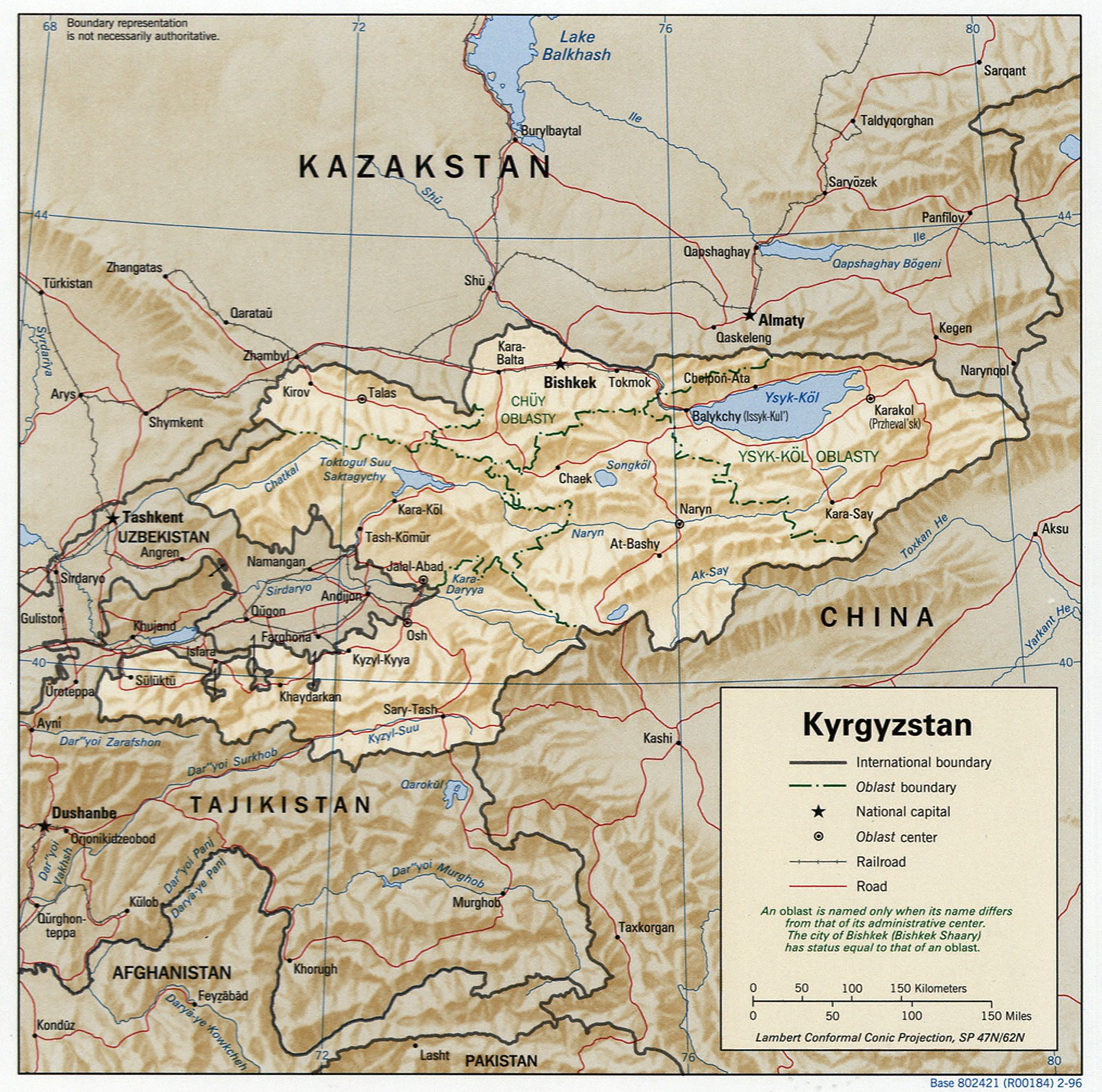
Инфраструктурная карта Киргизии

ГП «Кыргызские железные дороги» («Кыргыз Темир жолу») — национальный железнодорожный перевозчик Кыргызской Республики.
Первый поезд на станцию Пишпек (Бишкек) прибыл 8 августа 1924.
Длительное время дорога входила в состав Джамбульского отделения. В 1948 г. организовано 6-е Пишпекское отделение Туркестано-Сибирской железной дороги. На основании Постановления Министерства транспорта СССР от 13 мая 1958 года оно реорганизовано в 10-е Фрунзенское отделение Казахской железной дороги. С 18 ноября 1977 года — 3-е Фрунзенское отделение Алма-Атинской ордена Ленина железной дороги.
На основании Указа Президента Кыргызской Республики от 28 октября 1992 года преобразовано в Управление Кыргызской железной дороги. В 2005 году (24 мая) переименовано в ГП "Национальная компания «Кыргыз темир жолу».
Деятельность ГП "НК «Кыргыз темир жолу» контролируется Министерством транспорта и коммуникации Кыргызской Республики в качестве уполномоченного органа, осуществляет реализацию государственной политики в области железнодорожного транспорта, координацию, регулирование и контроль деятельности транспортного комплекса.
В 2020 году перевезено 6 млн 605 тысяч тонн грузов, за 10 месяцев 2023 года — 7 млн 456 760 тонн грузов. Пассажирские перевозки — 300 тысяч человек в год.
Балансовая прибыль за 2023 год — 2 млрд сомов.
Структура предприятия: Мостоотряд, Южное отделение, и филиалы:
- по локомотивному хозяйству
- по путевому хозяйству
- по обеспечению электроэнергией, сигнализацией и связью
- по материально-техническому обеспечению
- по вагонному хозяйству
- по обеспечению погрузочно-разгрузочных работ
- по обслуживанию пассажиров
- по информационно-вычислительному обеспечению
- по обеспечению военизированной охраны объектов железной дороги и перевозимых грузов.